# شقة الطلبة (فلم)
شقة الطلبة هو فيلم مصري عرض عام 1967، بطولة سعاد حسني وأحمد رمزي وحسن يوسف ومحمد عوض، من تأليف أبو السعود الإبياري ومن إخراج طلبة رضوان.

## قصة الفيلم
يحضر الخادم عويس مع أحمد وحسن الطلاب للإقامة في شقة قريبة من الجامعة، ويشرف على خدمة جميع من فيها، لكن الشابان يقعان في حب الجارة منى صاحبة العمارة والتي تعيش مع أمها وأخوتها، وهي تعمل مسقمة في مستشفى أحد الأطباء، يرمي الأخوان شباكهما حول منى، ويتنافسان على حبها، وعندما يحس عويس بخطورة الموقف يرسل إلى مخدومه الأكبر، فيرسل ابنه البكر من أجل فض الاشتباك، لكن هذا الابن يقع بدوره في حب منى، فيستعين عويس بالأب الذي يأتي بنفسه لفض الاشتباك، فيقع في نفس المشكلة، حيث يحب منى بدوره، تقوم منازعات بين الطلبة وبين المقاول الذي يحاول الزواج من منى وإلا طالبها بدين على والدها المتوفي وطردها هي وأمها وأخوتها من العمارة، وأثناء النزاع يصل سعد عائدًا من الكويت، وتكون المفأجاة للطلبة أن سعد هو حبيب منى الحقيقي الذي سافر من أجل تدبير المال كي يتزوجا، يتخلى الجميع عن منى كي يتزوج منها سعد.

## طاقم التمثيل
- سعاد حسني: (منى)
- أحمد رمزي: (أحمد)
- حسن يوسف: (حسن)
- محمد عوض: (عويس)
- نجوى فؤاد: (الراقصة)
- أبو بكر عزت: (حمدي)
- رشدي أباظة: (سعد سليم - ضيف شرف)
- عبد المنعم مدبولي: (الحاج رفاعي)
- عدلي كاسب: (النمر)
- محمد أحمد المصري: (علوان)
- أحمد الحداد: (زميل سعد)
- الضيف أحمد: (سائق التاكسي)
- محمود فرج: (من رجال سلطان)
- عبد السلام محمد: (الطباخ)
- علية عبد المنعم: (والدة منى)
- حسين إسماعيل: (البقال)
- زكريا موافي: (فهمي)
- خضرة محمد خضر: (غناء)
- عباس الدالي: (المأذون)
- سيد العربي: (من رجال سلطان)
- علي المعاون: (من رجال سلطان)
- محب كاسر: (من رجال سلطان)

## فريق العمل
- إخراج: طلبة رضوان
- تأليف: أبو السعود الإبياري
- مدير التصوير: فارس وهبة
- مونتاج: فتحي قاسم
- إنتاج: أفلام فارس وهبة
- توزيع: أفلام صوت الفن